# Jean-Pierre Kohut-Svelko
Jean-Pierre Kohut-Svelko, auch Jean-Pierre Kohut, (* 1946 in Paris) ist ein französischer Szenenbildner.

## Leben
Kohut-Svelko besuchte die École des Beaux-Arts in Clermont-Ferrand. Er kam Mitte der 1960er-Jahre eher zufällig zum Film und arbeitete zunächst 1966 mit Serge Roullet in Le mur zusammen. Ende der 1960er-Jahre begann seine Zusammenarbeit mit François Truffaut, für den er in Das Geheimnis der falschen Braut (1969) und Zwei Mädchen aus Wales und die Liebe zum Kontinent zunächst Assistent des Szenenbildners arbeitete. Ein schönes Mädchen wie ich (1972) wurde seine erste Arbeit als Szenenbildner für Truffaut; zwischen 1975 und 1981 schuf Kohut-Svelko in Truffauts Filmen stets das Szenenbild. Mehrfach wurde er für einen César in der Kategorie Bestes Szenenbild nominiert und erhielt den Preis 1981 für seine Arbeit in Truffauts Die letzte Metro. In mehreren Filmen arbeitete Kohut-Svelko mit den Regisseuren Alain Corneau, Yves Robert, André Téchiné und Claude Miller zusammen.

## Filmografie
- 1972: Ein schönes Mädchen wie ich (Une belle fille comme moi)
- 1973: Pleure pas la bouche pleine!
- 1975: Zig Zig
- 1975: Nachtblende (L’important c’est d’aimer)
- 1975: Die Geschichte der Adèle H. (L’histoire d’Adèle H.)
- 1976: Taschengeld (L'argent de poche)
- 1976: Police Python 357
- 1976: Ein Elefant irrt sich gewaltig (Un éléphant ça trompe énormément)
- 1977: Der Mann, der die Frauen liebte (L’homme qui aimait les femmes)
- 1977: Die Bedrohung (La menace)
- 1977: Wir kommen alle in den Himmel (Nous irons tous au paradis)
- 1977: La nuit, tous les chats sont gris
- 1978: Das grüne Zimmer (La chambre verte)
- 1978: Perceval le Gallois
- 1979: Liebe auf der Flucht (L’amour en fuite)
- 1979: Die Schwestern Brontë (Les sœurs Brontë)
- 1979: Jetzt oder nie (Courage fuyons)
- 1980: Die letzte Metro (Le dernier métro)
- 1981: La fille prodigue
- 1981: Die Frau nebenan (La femme d’à côté)
- 1981: Begegnung in Biarritz (Hôtel des Amériques)
- 1982: Guy de Maupassant
- 1983: Das Auge (Mortelle randonnée)
- 1984: Der Flug der Sphinx (Le vol du Sphinx)
- 1985: Das Attentat (Urgence)
- 1985: Rendez-vous
- 1985: Eine Frau zum Verlieben (Une femme ou deux)
- 1985: Das freche Mädchen (L’effrontée)
- 1986: Taxi Boy
- 1986: I Love You
- 1986: Schauplatz des Verbrechens (Le lieu du crime)
- 1987: Ennemis intimes
- 1988: Les pyramides bleues
- 1988: Ada dans la jungle
- 1988: Die kleine Diebin (La petite voleuse)
- 1992: L’accompagnatrice
- 1993: La nage indienne
- 1994: Das Lächeln (Le sourire)
- 1998: La classe de neige
- 2000: Le pique-nique de Lulu Kreutz
- 2001: L’Art (délicat) de la séduction
- 2001: Betty Fisher et autres histoires
- 2003: Die kleine Lili (La petite Lili)
- 2006: Je m’appelle Elisabeth
- 2007: Ein Geheimnis (Un secret)
- 2008: Je suis heureux que ma mère soit vivante

## Auszeichnungen
- 1976: César-Nominierung, Bestes Szenenbild, für Nachtblende
- 1976: César-Nominierung, Bestes Szenenbild, für Die Geschichte der Adèle H.
- 1978: César-Nominierung, Bestes Szenenbild, für Wir kommen alle in den Himmel
- 1981: César, Bestes Szenenbild, für Die letzte Metro
- 1984: César-Nominierung, Bestes Szenenbild, für Das Auge
- 1988: César-Nominierung, Bestes Szenenbild, für Ennemis intimes
- 2008: César-Nominierung, Bestes Szenenbild, für Ein Geheimnis